# 1978 في المكسيك
فيما يلي قوائم الأحداث التي وقعت خلال عام 1978 في المكسيك.

## برامج ومسلسلات وأنمي
- إل شافو ديل أوتشو

## مواليد

### يناير
- 9 يناير – أرماندو روبلز ملاكم مكسيكي.
- 10 يناير – إميليو حسن لاعب كرة قدم مكسيكي.
- 18 يناير – ماريو رودريغيز ثيربانتس لاعب كرة قدم مكسيكي.
- 20 يناير – ريغوبيرتو ألفاريز ملاكم مكسيكي.
- 20 يناير – نانسي كونتريراس درّاجة طريق مكسيكية.
- 27 يناير – فيكتور غوتيريز لاعب كرة قدم مكسيكي.
- 30 يناير – عمر بريسينو لاعب كرة قدم مكسيكي.

### فبراير
- 19 فبراير – ألفارو أورتيز لاعب كرة قدم مكسيكي.
- 20 فبراير – خواكين رييس لاعب كرة قدم مكسيكي.
- 24 فبراير – أونا جرايير ممثلة كندية.

### مارس
- 5 مارس – كارلوس أوتشوا لاعب كرة قدم مكسيكي.
- 7 مارس – إميليو مورا لاعب كرة قدم مكسيكي.
- 24 مارس – هوغو كازاريس ملاكم مكسيكي.

### أبريل
- 3 أبريل – كاريمي لوزانو ممثلة مكسيكية.

### مايو
- 3 مايو – أرتورو مروا ملاكم مكسيكي.
- 20 مايو – صوفي ألكسندر
- 31 مايو – كريستوفر كارلي ممثل أمريكي.

### يوليو
- 19 يوليو – جوني غارسيا لاعب كرة قدم مكسيكي.

### أغسطس
- 6 أغسطس – أوريليو مولينا لاعب كرة قدم مكسيكي.
- 8 أغسطس – كريستيان راميريز لاعب كرة قدم مكسيكي.
- 10 أغسطس – أوريل ديل تورو

### سبتمبر
- 14 سبتمبر – سيلفيا نافارو ممثلة مكسيكية.

### أكتوبر
- 1 أكتوبر – ميغيل أنخيل هويرتا ملاكم مكسيكي.
- 16 أكتوبر – راؤول ألبرتو ساليناس لاعب كرة قدم مكسيكي.
- 26 أكتوبر – إدغار سولانو لاعب كرة قدم مكسيكي.

### نوفمبر
- 3 نوفمبر – إيمانويل لوسيرو ملاكم مكسيكي.
- 30 نوفمبر – غايل غارسيا برنال

## وفيات

### أبريل
- 27 أبريل – جون دواغ (مواليد 1908) لاعب كرة مضرب أمريكي.

### أغسطس
- 2 أغسطس – كارلوس تشافيز (مواليد 1899)
- 29 أغسطس – إيما رولدان (مواليد 1893) ممثلة مكسيكية.

### ديسمبر
- 10 ديسمبر – إميليو أولياء جيل (مواليد 1890) سياسي مكسيكي.